# Antoine Losson
 (décembre 2023).
Si vous disposez d'ouvrages ou d'articles de référence ou si vous connaissez des sites web de qualité traitant du thème abordé ici, merci de compléter l'article en donnant les références utiles à sa vérifiabilité et en les liant à la section « Notes et références ».
Compléments
Losson est l'architecte de l'église Saints-Pierre-et-Paul de Malines
Antoine Losson, né en 1612 à Anvers et décédé en 1678, était un prêtre jésuite et architecte. Il est l’architecte de l’église Saint-Pierre-et-Paul de Malines.

## Biographie

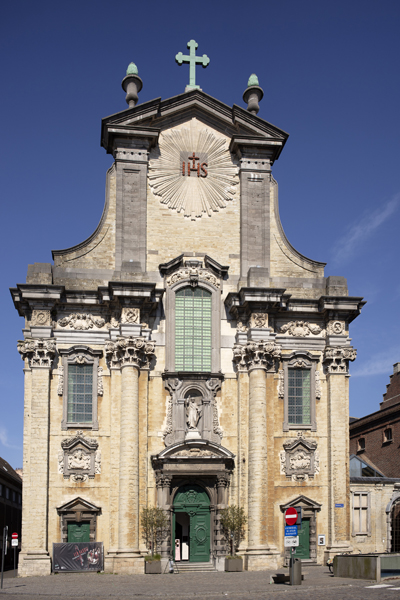
Église Saint-Pierre-et-Paul de Malines (2025)

Né à Anvers en 1612, fils du lieutenant Antoine Losson et de Maria van Breusegem. Le jeune Antoine entre chez les Jésuites, y suivant ses deux frères aînés Jean-Baptiste et André. Devenue veuve leur mère continua à aider financièrement les Jésuites. Elle mit à disposition des fonds pour la construction d’une deuxième église jésuite à Anvers mais en raison de l’opposition du conseil municipal et du chapitre, ce projet fut abandonné. 
Durant les années 1660 la province flandro-belge des Jésuites était fort endettée. Après la mort de leur mère les fonds rassemblés pour l’église d’Anvers sont transférés par ses fils Antoine et André pour financer la construction d’une église à Malines, devenue ville importante. 
Antoine Losson est l’architecte du projet, tout en bénéficiant de l’expérience de son confrère Willem Van Hees. Sa  conception s’inspire de l’église jésuite d’Ypres (aujourd’hui disparue) et de l’église Saint-Loup de Namur et - pour la façade - de l’église des jésuites de Bruxelles dessinée par Jacques Franquart.    
Mise en chantier en 1770 l’église est ouverte au culte en 1677 et dédiée à saint François Xavier. Le père Antoine Losson meurt l’année suivante (1778).